# 강종만
강종만(姜鍾晩, 1954년 9월 6일~)은 대한민국의 정치인, 전 행정공무원이다. 전라남도 영광군 출생이다. 제2·3대 전라남도 영광군의원, 제7대 전라남도의원, 제46대 전라남도 영광군수를 역임했다. 제8회 전국동시지방선거 영광군수 선거에서 당선, 2022년 7월 1일 제51대 영광군수에 취임하였다.

## 경력
- 전라남도 영광군 백수읍 사무소
- 중국 천지상업대학교 명예교수
- 백수 새마을금고 이사장
- 1995. 7.~1998. 6. 제2대 전라남도 영광군의회 의원
- 1998. 7.~2002. 6. 제3대 전라남도 영광군의회 의원
- 2000. 7.~2002. 6. 제3대 전라남도 영광군의회 후반기 의장
- 2002. 7.~2006. 6. 제7대 전라남도의회 의원
- 2002. 7. 제7대 전라남도의회 예산결산위원회 위원
- 2002. 7. 제7대 전라남도의회 농림수산위원회 위원
- 새천년민주당 상임위원
- 민주당 전임위원
- 열린우리당 행정위원
- 2006. 7.~2008. 3. 제46대 전라남도 영광군수
- 2022. 7.~2024. 5. 제51대 전라남도 영광군수

## 범죄전력

### 공문서 위조로 보조금 횡령
1982년 광주시 모 구청에 재직 중이 던 강종만은 공문서를 위조해 보조금 수천만원을 횡령하였다. 1983년 2월 18일 공문서위조 죄로 강종만은 징역 8월, 집행유예 2년을 선고받았다. 강종만은 공무원 최고 징계형인 ‘파면’ 처분을 받았다.

### 1억원 상당 뇌물수수
전라남도 영광군은 영광군 법성면 검산마을에 총 공사비 218억을 들여 2009년 완공 예정으로 1일 처리 규모 2300t의 영광홍농.법성하수종말처리장 건설을 계획하였고, 이 중 자동제어장치 공사금액은 16억 3700만원으로 잡혀 있었다.
2006년 12월, 당시 전라남도 영광군수로 취임한 지 6개월이 채 안 된 시점이었던 강종만은 영광군 영광읍 자택 등에서 외가 친척인 지씨, 하수처리장 전자자동 제어장치(모니터링) 특허업체인 S사 대표이자 지씨의 5촌조카인 또다른 지모씨 등 2명으로부터 "16억원 상당의 모니터링 공사를 수주받게 해달라"는 부탁과 함께 모두 3차례에 걸쳐 수표로 1억원 상당의 뇌물을 수수하였다. 강종만은 이 과정에서 지씨 일행이 제공한 10만원권 수표를 "현금으로 교환한 뒤 여러 차례로 나눠 달라"고 요구하였고, 총 공사비 대비 리베이트 비율(10%)까지 구체적으로 제시하였다.
2007년 2월 22일 광주지방검찰청 특수부는 특정범죄가중처벌등에관한법률위반(뇌물) 죄로 강종만을 구속기소하였다.
2007년 6월 29일 광주지방법원 형사2부는 특정범죄가중처벌등에관한법률위반(뇌물) 죄로 강종만에게 징역 7년을 선고하였다.
2007년 11월 29일 항소심에서 징역 5년을 선고받았다.

### 당선 목적으로 선거구민에게 금품 제공
지방선거를 약 5개월 앞둔 2022년 1월, 강종만은 지방선거에서 잘 부탁한다며 당선 목적으로 선거구민 1명에게 100만원을 제공하였다(공직선거법위반).
2022년 11월 29일 광주지방검찰청 형사4부는 강종만을 공직선거법위반 죄로 불구속 기소하였다.
2023년 6월 23일 광주지방법원 제12형사부는 공직선거법 위반 죄로 강종만에게 벌금 200만원 형을 선고하였다. 2023년 11월 30일 광주고등법원 형사1부에서 항소를 기각하였고, 2024년 5월 17일 대법원에서 상고를 기각하여 당선무효형이 확정, 군수직을 상실하였다.

## 학력
- 백수남국민학교 졸업
- 영광백수중학교 졸업
- 광주동신고등학교 졸업
- 한국방송통신대학교 행정학과 학사 졸업
- 광주대학교 법학과 학사 졸업
- 광주대학교 경상대학원 경제학 석사 졸업
- 전남대학교 행정대학원 행정학 석사 졸업
- 조선대학교 일반대학원 법학박사 수료

## 수상
- 2004 시사월간 선정 의정대상
- 2005 한국낙농육우협회 전남지회 공로패

## 역대 선거 결과
|  | 53.32% |

|  | 71.45% |

|  | 78.75% |

|  | 51.86% |

|  | 51.12% |